# Все деньги с кошельком
Все деньги с кошельком — короткометражный фильм 1981 года режиссёра Виталия Дудина. По одноимённому рассказу Олега Ждана.

## Сюжет
После многолетнего отсутствия в родных краях Костя приезжает в деревню к матери. Войдя в родной дом узнаёт от тётки Маши, что мать недавно умерла. Решая продать дом, на встрече с покупателем на вопрос сколько он за него просит, Костя мнётся, и тётя Маша за него отвечает «А все деньги с кошельком», шепнув Косте, что дом стоит три тысячи.
Ночью Костя заметил, что в доме есть парень с девушкой, и выгоняет их. На утро приходит этот парень бывший ночью в доме с девушкой - тёзка Костик, и предлагает хозяину купить дом, хотя ясно, что денег у него нет: из подслушанного ночью разговора Костя знает, что Костик с девушкой знаком ещё со школы, сам он недавно вернулся из армии, в колхозе Костику дали самый плохой комбайн, и он подумывает о том чтобы уехать из деревни на заработки на Севера.
Покупатели приносят «последнюю цену» — две тысячи шестьсот рублей, Костя берёт пачки денег, но видя как новые хозяева бесцеремонно выносят из дома вещи, и при этом ломают картину, Костя резко передумывает продавать им дом. Зайдя к тётке Маше и попрощавшись с ней, Костя идёт к Костику и предлагает тому купить дом...

## В ролях
- Александр  Денисов — Костя
- Олег Винярский — Костик
- Галина Макарова — тётя Маша

В эпизодах: Наталья Волчек, Павел Кормунин, Александр Рахленко, Нина Розанцева, Александр Шаров, Владимир Шелестов, Зинаида Скачковская.

## Награды
- Диплом жюри «за лучший короткометражный художественный фильм» на II Всесоюзной неделе-смотре работ молодых кинематографистов (Минск, 1981).[1]